# Kiyokazu Kudo
Kiyokazu Kudo (Hyogo, 21 juni 1974) is een voormalig Japans voetballer.

## Carrière
Kiyokazu Kudo speelde tussen 1993 en 2010 voor Júbilo Iwata, Avispa Fukuoka en Cerezo Osaka.